# Oláhléta
Oláhléta (Románléta) falu (románul Lita) Romániában Kolozs megyében.

## Nevének említése
Első említése 1461-ből való Léthalya néven, majd 1733-tól Lithaként nevezik. 1839-ben, 1863-ban, 1890-ben Oláh-Léta, Lyita-rumunyeászka, Lyitya-rum., 1857-ben Olá Léta, 1873-ban, 1880-ban Léta (Oláh-), Lita rumaneaszka, 1920-ban Lita română volt a neve.

## Lakossága
1850-ben a 385 fős településnek már nem volt magyar lakosa. 1890-ben 11 fő vallotta magát magyarnak. 1992-ben 333 fős lakossága román származású volt.
Román lakosai 1850-től napjainkig többségében görögkatolikus hitűek voltak. 1992-ben 230 fő ortodox, 102 fő görögkatolikus és 1 lélek pünkösdista hitű volt.

## Története
Egykori görögkatolikus temploma 1808-ban épült.
A falu a trianoni békeszerződésig Torda-Aranyos vármegye Alsójárai járásához tartozott.